# Georges Laffargue
Pour les articles homonymes, voir Laffargue.
 (janvier 2018).
Si vous disposez d'ouvrages ou d'articles de référence ou si vous connaissez des sites web de qualité traitant du thème abordé ici, merci de compléter l'article en donnant les références utiles à sa vérifiabilité et en les liant à la section « Notes et références ».
Georges Jean Laffargue est un homme politique français, né à Vicq-sur-Breuilh Haute-Vienne le 16 novembre 1896 et décédé le 8 juillet 1969.
Il est secrétaire d'État au Budget et à la Réforme fiscale du gouvernement Edgar Faure (du 20 janvier au 28 février 1952), où il participe à l'instauration du salaire minimum interprofessionnel garanti.
Il est sénateur de la Seine de 1946 à 1958. Il est également membre de l'Assemblée commune de la Communauté européenne du charbon et de l'acier dès 1952.
Il est inhumé dans le caveau familial dans la 23ème division du cimetière ancien d'Ivry-sur-Seine.